# داتسون تیپ ۱۲
داتسون تیپ ۱۲ (Datsun Type 12) خودرویی است که در سال‌های ۱۹۳۳ شده‌است.
طراحی آن خودروهای موتور جلو-محور عقب بوده است.
موتور آن ۷۴۷ سی‌سی سیستم جعبه‌دندهٔ آن به صورت دستی است.